# Stefan Lorant
Stefan Lorant (* 22. Februar 1901 in Budapest, Österreich-Ungarn; † 14. November 1997 in Rochester, Minnesota, USA) war ein ungarischer Fotograf, Journalist und Herausgeber. Lorant wuchs in einer jüdischen Familie auf, in der auch Deutsch gesprochen wurde. Ab 1921 lebte Lorant in Deutschland. 1928 wurde Lorant Chefredakteur der Münchner Illustrierten Presse, einer der ersten photojournalistischen Zeitungen. Nach der Machtergreifung wurde Lorant für sieben Monate widerrechtlich in Haft genommen. Gleichzeitig wurde er von seinem Arbeitgeber entlassen. Daraufhin emigrierte er mit seiner Familie nach Ungarn und später in die Vereinigten Staaten. Dort erwarb er die amerikanische Staatsbürgerschaft. Lorant wird oft als Pionier des modernen Fotojournalismus bezeichnet.

## Leben
Stefan Lorant entstammte einer jüdischen Familie. Seine Eltern waren der Leiter eines Fotoateliers und ehemalige Journalist Imre Lorant und seine Frau Irene. Stefan Lorant betätigte sich früh als Porträtfotograf, verfasste Artikel für das Schülermagazin seines Gymnasiums, interviewte 1914 Gyula Andrássy zum Kriegsausbruch und verkaufte die dabei von ihm gemachten Fotos an eine Budapester Wochenzeitschrift. Ab 1916 besuchte er die Wirtschaftsakademie und betätigte sich nebenher als Standfotograf und Drehbuchautor. 1919 absolvierte er das Wirtschaftsabitur und arbeitete inmitten der Nachkriegswirren zunächst als Geiger in einem Kino in Tetschen.
Im Alter von 18 Jahren musste er seine Heimat aufgrund von Terroraktionen in der Zeit Horthys verlassen. Er ging nach Österreich und lernte den aus Ungarn geflüchteten Regisseur und Produzenten Peter Paul Felner kennen. Bei dessen Veritas-Film erhielt er eine Stelle als Standfotograf. Lorant arbeitete dann in den 1920er Jahren als Kameramann, Drehbuchautor und Regisseur in Wien und Berlin. 1925 scheiterte sein ambitioniertes Projekt, das Schauspiel Nachtasyl zu verfilmen an fehlenden Finanziers. Daraufhin wandte er sich ganz dem Journalismus zu.
Über seine Drehbuchtätigkeit kam er mit dem Journalismus in Kontakt und schrieb zunächst für das „Ufa-Magazin“ sowie den „Bilder-Courier“. 1928 wurde er Chefredakteur der „Münchner Illustrierten Presse“ und zog nach München. Seine Tätigkeit war von hohen Steigerungen der Auflage begleitet. Am 13. März 1933 wurde Lorant als einer der ersten prominenten Journalisten widerrechtlich von den Nationalsozialisten festgenommen und bis 25. September desselben Jahres im Polizeigefängnis in der Ettstraße und zeitweilig auch im Gefängnis Stadelheim in  „Schutzhaft“ eingesperrt. Es gab kein Gerichtsverfahren. Für seine Freilassung sorgte auf Druck liberaler Kreise vor allem die Intervention der ungarischen Regierung. Nach seiner Freilassung verließ der in der Haftzeit seiner Existenz und seines Vermögens beraubte Lorant mit Frau und Sohn Deutschland und ging nach Budapest. Dort erhielt er umgehend eine gute Stellung in der größten Budapester Zeitung und machte sich an die Niederschrift seiner Erlebnisse. Sein Gefängnistagebuch wurde 1935 unter dem Titel I Was Hitler's Prisoner in London veröffentlicht. Es beschreibt seine Haftzeit und die vieler anderer Intellektueller aus dem bürgerlichen Spektrum 1933, die mit Lorant eingesperrt waren. Das Buch wurde ein internationaler Bestseller und erschien erst 1985 in deutscher Übersetzung (Ich war Hitlers Gefangener).
Später gelangte Lorant über Paris nach London, wo er zwei Illustrierte gründete: 1934 die „Weekly Illustrated“ und 1937 das Satiremagazin „Lilliput“. Obwohl „Lilliput“ sich gut verkaufte, lief das Anzeigengeschäft schlecht und geriet in die Verlustzone. So war Lorant gezwungen, das Magazin 1938 an Edward Hulton zu verkaufen. Dieser stellte Lorant zusammen mit Tom Hopkinson an, um ein neues Journal, „Picture Post“, herauszugeben. Das Magazin wurde zu einem großen Erfolg: bereits nach wenigen Monaten wurde eine wöchentliche Auflage von 1.350.000 erreicht.
1940 zog Lorant in die USA. Hier widmete er sich vor allem der Dokumentarfotografie und veröffentlichte eine Serie von Bildbänden zu historischen Themen, einschließlich des 1951 erschienenen Bandes Lincoln: His Life in Photographs („Lincoln: Sein Leben in Fotografien“).
1948 wurde Lorant US-amerikanischer Staatsbürger.
Lorant starb am 14. November 1997 in der Mayo-Klinik von Rochester.

## Werke

### Filme
als Kameramann, wenn nicht anders angegeben
- 1921: Das Judenmädel (Kurzfilm)
- 1921: Miss Hobbs
- 1921: Mozarts Leben, Lieben und Leiden
- 1921: Der tote Hochzeitsgast
- 1921: Die Narrenkappe der Liebe (auch Regie und Drehbuch)
- 1921: Aufnahmen vom Zionistenkongress in Karlsbad (Dokumentarfilm, auch Produktion, Regie und Drehbuch)
- 1922: Der Kampf ums Ich
- 1922: Der Graf von Essex
- 1922: Die Pagode
- 1923: Paganini
- 1923: Dunkle Gassen
- 1923: Seine Majestät, das Kind (auch Regie, Drehbuch und Produktion)
- 1923: Der Film im Film (Dokumentarfilm, auch Drehbuch und Produktionsleitung)
- 1924: Die Tochter der Frau von Larsac (Kamera gemeinsam mit Ludwig Schaschek)

### Bücher
- Wir vom Film. Film- und Theaterverlagsgesellschaft, Berlin 1928.
- I Was Hitler's Prisoner: Leaves from a Prison Diary. Victor Gollancz, London 1935. In vielen Ausgaben und in viele Sprachen übersetzt; auf Deutsch erst 1985 als:

Ich war Hitlers Gefangener — Ein Tagebuch 1933. Überarbeitete Neufassung mit einem Namensverzeichnis der Mitgefangenen. List, München 1985, ISBN 3-471-78034-3.
- Lincoln. A pictorial story of His Life. Duell, Sloan and Pearce  New York 1941.
- FDR. A Pictoral Biography. Simon & Schuster, New York 1949
- The Presidency; a pictorial history of presidential elections from Washington to Truman. MacMillan, New York 1951
- The Life and Times of Theodore Roosevelt. Doubleday, New York 1959.
- Between Two Wars.
- The Diary of a Gambler.
- Pittsburgh. The Story of an American City. New York 1964.
- The New World - the first pictures of America. Duell, Sloane and Pierce, New York 1965.
- Sieg Heil! An Illustrated History of Germany from Bismarck to Hitler. Northon, New York 1974. Deutsche Ausgabe, Zweitausendeins; Frankfurt 1975.
- Pete. The Life of Peter F. Flaherty. Lennox, Mass., 1978.
- My Years in England. (1982)